# Ricardo Sáenz de la Paz
Ricardo Sáenz de la Paz (Sacramento, Coahuila, 24 de febrero de 1962) es un exbeisbolista mexicano que participó durante 25 temporadas en la Liga Mexicana de Béisbol. En el año 2015 fue el mánager del equipo Centinelas de Mexicali con quienes consiguió el campeonato en su primera temporada como manejador en la Liga Norte de México. Actualmente forma parte del equipo técnico de los Sultanes de Monterrey como preparador de bateo.

## Liga Mexicana de Béisbol
Pasó la mayor parte de su carrera con los equipos de Saraperos de Saltillo y Acereros del Norte donde sería conocido como el "Siete Leguas" y "El Suavecito", sería con estos últimos con quienes se retiraría como jugador en la temporada 2007. 
El equipo de Acereros del Norte retiró el número 31 que portaba Ricardo Sáenz en homenaje a su trayectoria y récords con el equipo.
A pesar de sus 25 temporadas en el béisbol mexicano de verano, nunca se pudo coronar campeón, se quedó cerca de lograrlo con los Saraperos de Saltillo en 1988 y 2004. Con los Acereros del Norte tendría la oportunidad en 1998.

### Récords
- Líder en hits dobles de todos los tiempos con 496.[5]
- 8° en carreras producidas con 1,452.
- 9° en carreras anotadas con 1,318
- 11° en hits conectados con 2,453.
- 11° en cuadrangulares con 296.
- 25 temporadas jugadas (la segunda mayor marca para un jardinero, solo por detrás de Daniel Fernández)

El 28 de junio del 2005 jugando para Acereros del Norte contra el equipo de Rieleros de Aguascalientes, Ricardo Sáenz empató el récord de conectar 4 jonrones en un juego, también el récord de más carreras producidas en un juego con 11, además impuso récord de más cuadrangulares conectados de manera consecutiva con 5 debido a que un día anterior había conectado jonrón en su último turno al bat y de más jonrones en menos veces al bat con 5. Esa noche alcanzó 17 bases quedándose a 2 de empatar el récord de Derek Bryant.

## Ingreso al Salón de la Fama
Ricardo Sáenz ingresó al salón de la fama del Béisbol Mexicano en el año 2019, junto a Fernando Valenzuela y Daniel Fernández Méndez.